# 황금고리

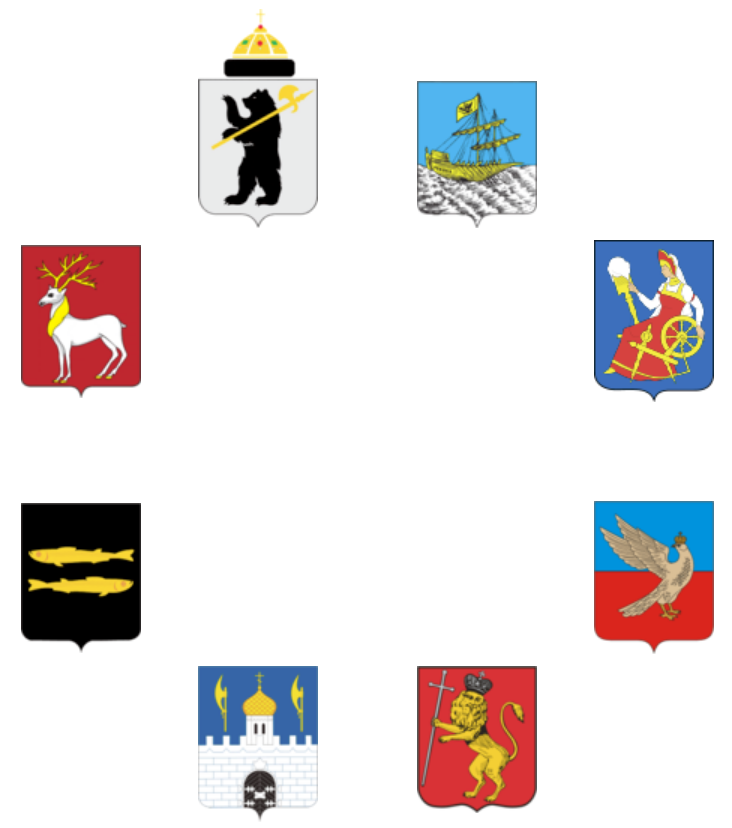

황금고리(러시아어: Золотое кольцо 졸로토예 콜초[*])는 러시아의 수도인 모스크바 북동쪽에 있는 옛 루스의 문화와 예술, 흔적을 간직한 여러 도시들을 일컬어 이르는 말이며, 소도시들이 고리 모양으로 퍼져있어서 황금고리라고 부른다.
이들 옛 도시들은 러시아 지역에 살던 루스인들과 후손들인 러시아인들의 문화, 예술의 형성에 큰 역할을 했던 중요한 지역으로 여겨진다. 이들 도시들은 12세기부터 18세기까지 러시아의 독특한 건축 양식으로 지어진 크렘린(요새), 수도원, 대성당, 교회 등이 남아 있기 때문에 "야외 건물 박물관"이라는 별칭으로 부르기도 한다.

## 황금고리에 속해 있는 도시 목록
- 세르기예프포사트
- 페레슬라블잘레스키
- 로스토프
- 야로슬라블
- 코스트로마
- 이바노보
- 구시흐루스탈니
- 수즈달
- 블라디미르
- 리빈스크
- 우글리치
- 미시킨
- 알렉산드로프